# Wola Mysłowska
Wola Mysłowska is een dorp in het Poolse woiwodschap Lublin, in het district Łukowski. De plaats maakt deel uit van de gemeente Wola Mysłowska en telt 330 inwoners.